# Ханау Епе
Ханау Епе је једна од две главне групе становништва са  Ускршњег острва. Најпознатији су по томе што су имали дуга уха, што је типично за нека индијанска племена Јужне Америке, а Тор Хејердахл је навело на идеју да су они на Ускршње острво дошли из  Јужне Америке, написавши о томе проблему књигу Aku-Aku: the Secret of Easter Island (1958).
Имали су црвену косу и белу кожу, а на острво их је у кануима довео Хоту Мату'а. Друго племе било је тамнопуто и имали су црну косу, Полинежани. Постоје две приче које је племе прво стигло, но Ханау Епе су у бици били поражени. Преживели су само Оророине (Оророина), Ваи и трећи чије име није остало упамћено.